# 南鄉町 (宮崎縣)
南鄉町（日语：〔〕／ Nangō chō */?）是位於日本宮崎縣南部的一個城鎮，屬 南那珂郡。轄區內60%為山林地，東側面向日向灘，海岸線為溺灣地形。
已於2009年3月30日與日南市、北鄉町合併為新設置的日南市。

## 歷史
平安時代南鄉地區屬於日向國宮崎郡飫肥鄉；在廢藩置縣後，曾經先後隸屬飫肥縣、都城縣、宮崎縣、鹿兒島縣；在1880年津屋野村、谷之口村、中村、潟上村、脇本村、贄波村合設戶長役場，並在1889年成為南鄉村。

### 年表
- 1889年5月1日：實施町村制，設置南那珂郡南鄉村。
- 1940年12月1日：改制為南鄉町。
- 1956年4月1日：南那珂郡榎原村的橋之口地區和大窪的部份地區被併入，榎原村的其餘地區被併入日南市。
- 2009年3月30日：與北鄉町、日南市合併為新設置的日南市。

| 1889年以前 | 1889年5月1日 | 1889年 - 1944年            | 1945年 -                   | 1954年                     | 1955年 - 1988年           | 1989年 - 現在        | 現在                 |
| ---------- | ------------ | -------------------------- | -------------------------- | -------------------------- | ------------------------- | -------------------- | -------------------- |
|            | 北鄉村       | 北鄉村                     | 北鄉村                     | 北鄉村                     | 1959年1月1日 改制為北鄉町 | 2009年3月30日 日南市 | 2009年3月30日 日南市 |
|            | 油津町       | 油津町                     | 油津町                     | 1950年1月1日 日南市        | 1950年1月1日 日南市       | 2009年3月30日 日南市 | 2009年3月30日 日南市 |
|            | 吾田村       | 吾田村                     | 1948年5月3日 改制為吾田町  | 1950年1月1日 日南市        | 1950年1月1日 日南市       | 2009年3月30日 日南市 | 2009年3月30日 日南市 |
|            | 飫肥村       | 1900年1月1日 改制為飫肥町  | 1900年1月1日 改制為飫肥町  | 1950年1月1日 日南市        | 1950年1月1日 日南市       | 2009年3月30日 日南市 | 2009年3月30日 日南市 |
|            | 東鄉村       |                            |                            | 1950年1月1日 日南市        | 1950年1月1日 日南市       | 2009年3月30日 日南市 | 2009年3月30日 日南市 |
|            | 細田村       | 1941年1月1日 改制為細田町  | 1941年1月1日 改制為細田町  | 1941年1月1日 改制為細田町  | 1955年2月11日 併入日南市  | 2009年3月30日 日南市 | 2009年3月30日 日南市 |
|            | 鵜戶村       |                            |                            |                            | 1955年2月11日 併入日南市  | 2009年3月30日 日南市 | 2009年3月30日 日南市 |
|            | 酒谷村       | 酒谷村                     | 酒谷村                     | 酒谷村                     | 1956年4月1日 併入日南市   | 2009年3月30日 日南市 | 2009年3月30日 日南市 |
|            | 榎原村       |                            |                            |                            | 1956年4月1日 併入日南市   | 2009年3月30日 日南市 | 2009年3月30日 日南市 |
| 南鄉町     |              |                            |                            |                            |                           | 2009年3月30日 日南市 | 2009年3月30日 日南市 |
|            | 南鄉村       | 1940年12月1日 改制為南鄉町 | 1940年12月1日 改制為南鄉町 | 1940年12月1日 改制為南鄉町 |                           | 2009年3月30日 日南市 | 2009年3月30日 日南市 |

## 交通

### 鐵道
- 九州旅客鐵道
  - 日南線：南鄉車站 - 谷之口車站 - 榎原車站

## 觀光資源

### 景點
- 榮松海灘
- 日南海中公園
- 大島
- 縣農業實驗場亞熱帶作物支場
- 榎原神社

### 祭典、活動
- 埼玉西武獅訓練營：每年2月、11月
- 榎原神社大祭：每年3月中旬
- 南鄉黑潮祭：8月下旬

## 教育

### 高等學校
- 宮崎縣立日南農林高等學校

## 姊妹、友好都市

### 海外
- 朴次茅斯（美國新罕布夏州）

## 本地出身之名人
- 鬼束千尋：流行音樂創作歌手
- 谷口浩美：前馬拉松選手、沖電氣工業田徑部教練

## 外部連結
- （日語） 南鄉町觀光協會（页面存档备份，存于）
- （日語） 南鄉町商工會（页面存档备份，存于）
- （日語） 日南市、北鄉町、南鄉町合併協議會